# ألان غونزاليس
ألان غونزاليس (بالإنجليزية: Alan González)‏ هو سياسي أمريكي، ولد في 23 مارس 1971. حزبياً، نشط في الحزب التقدمي الجديد.